# امین عدلی
امین عدلی (به فرانسوی: Amine Adli) بازیکن فرانسوی-مراکشی است که برای باشگاه بایرلورکوزن و تیم ملی مراکش بازی می‌کند.